# Wolf Hirtreiter
Wolf Hirtreiter (* 6. März 1922 in Zwiesel; † 11. März 2014 in Gröbenzell) war ein deutscher Bildhauer. Von ihm stammen zahlreiche Skulpturen in öffentlichen und kirchlichen Bauten.

## Leben

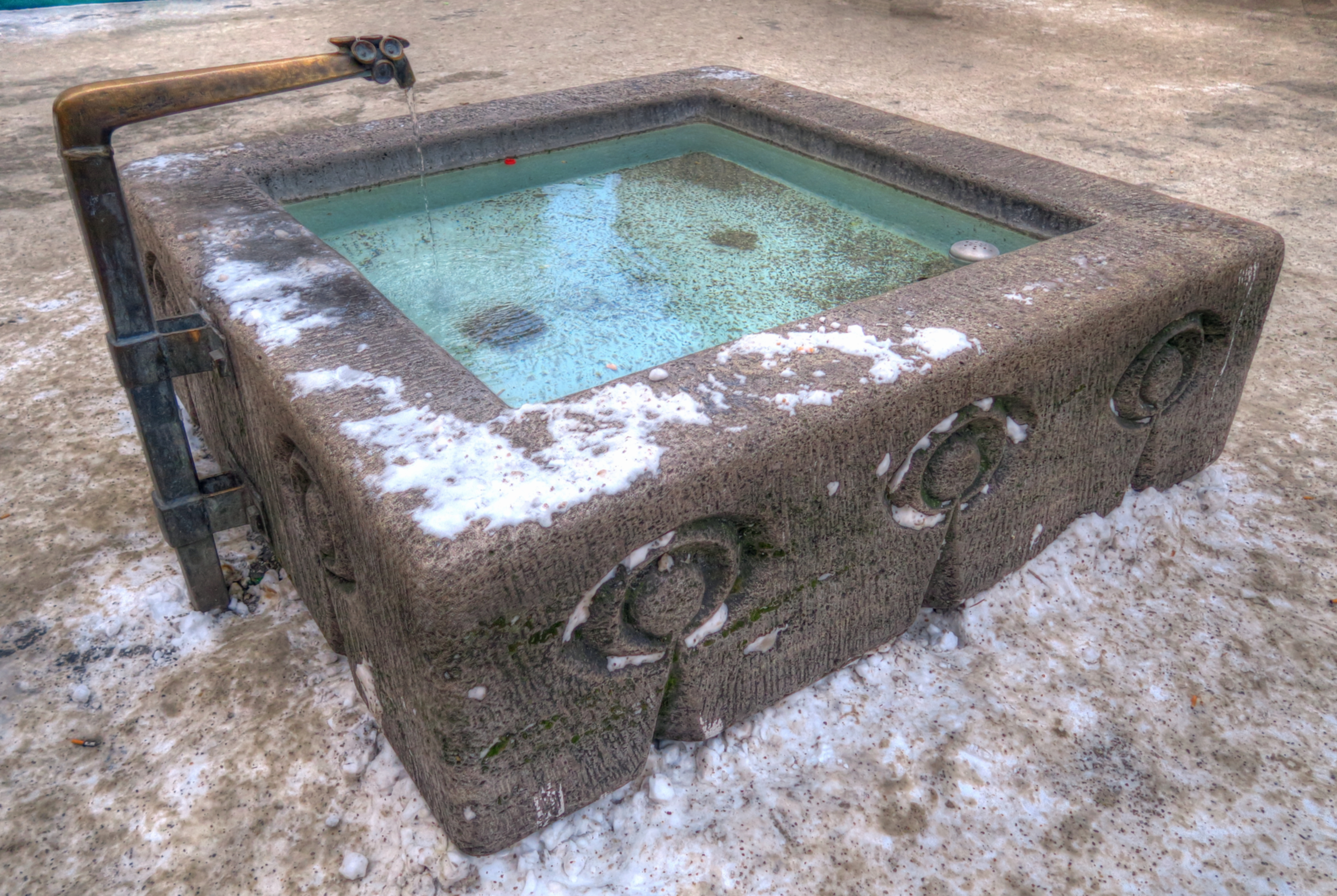
Kräutlmarktbrunnen 1972

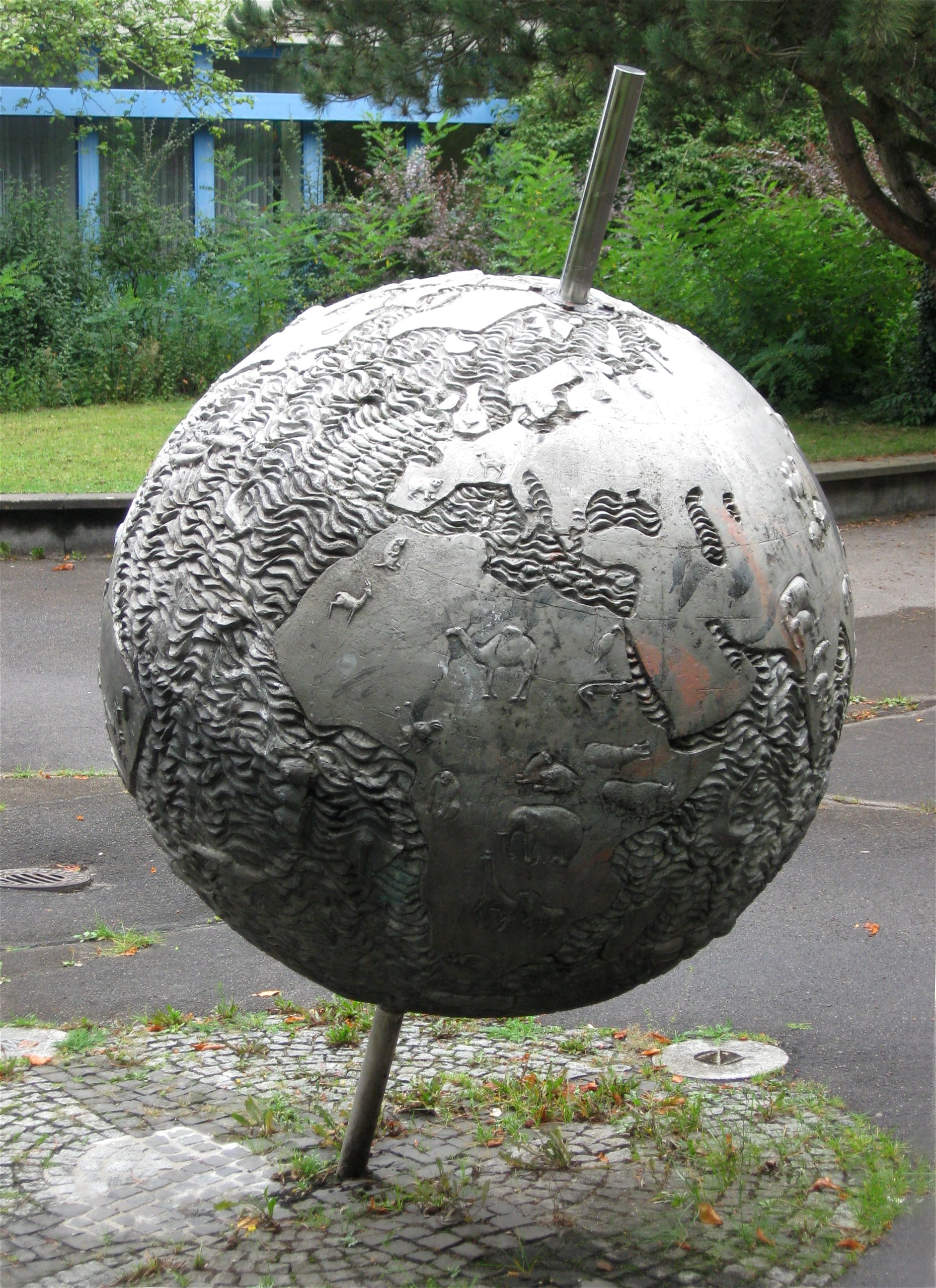
Globus 1974, Neuperlach, München

Hirtreiter diente während des Zweiten Weltkriegs als Jugendlicher in der Wehrmacht. Nach Kriegsende absolvierte er zunächst eine kaufmännische Lehre. Von 1950 bis 1956 studierte er in München an der Akademie der Bildenden Künste bei Anton Hiller Bildhauerei.
Hirtreiter fertigte seine Arbeiten in Stein, Bronze, Holz und Email. Zu seinen Werken zählen der Kräutlmarktbrunnen aus dem Jahr 1972 am Marienplatz in München und ein bronzener Glasbehälter im Bayerischen Wirtschaftsministerium. Wesentlich mitgestaltet wurden von ihm beispielsweise die Kirchen in Lindberg, Bischofsreut, Passau-Auerbach, Winzer und Jandelsbrunn. Hirtreiter war Mitglied der Künstlerorganisation Donau-Wald-Gruppe von 1955 bis zu deren Auflösung im Jahr 1990. 

## Auszeichnungen
- 1959: Silbernen Ehrenmedaille der Stadt Graz
- 1959: Ein Viertel des Kulturpreises der Stadt Kiel
- 1972: Ostbayerischer Kulturpreis
- 1999: Bundesverdienstkreuz